# Peek & Cloppenburg (Düsseldorf)
Peek & Cloppenburg Gruppe ist ein familiengeführtes Modeunternehmen im Textileinzelhandel mit Sitz in Düsseldorf und Wien. Sie wurde im Jahr 1901 gegründet und expandierte seitdem europaweit.

## Geschichte

### Gründung in den Niederlanden

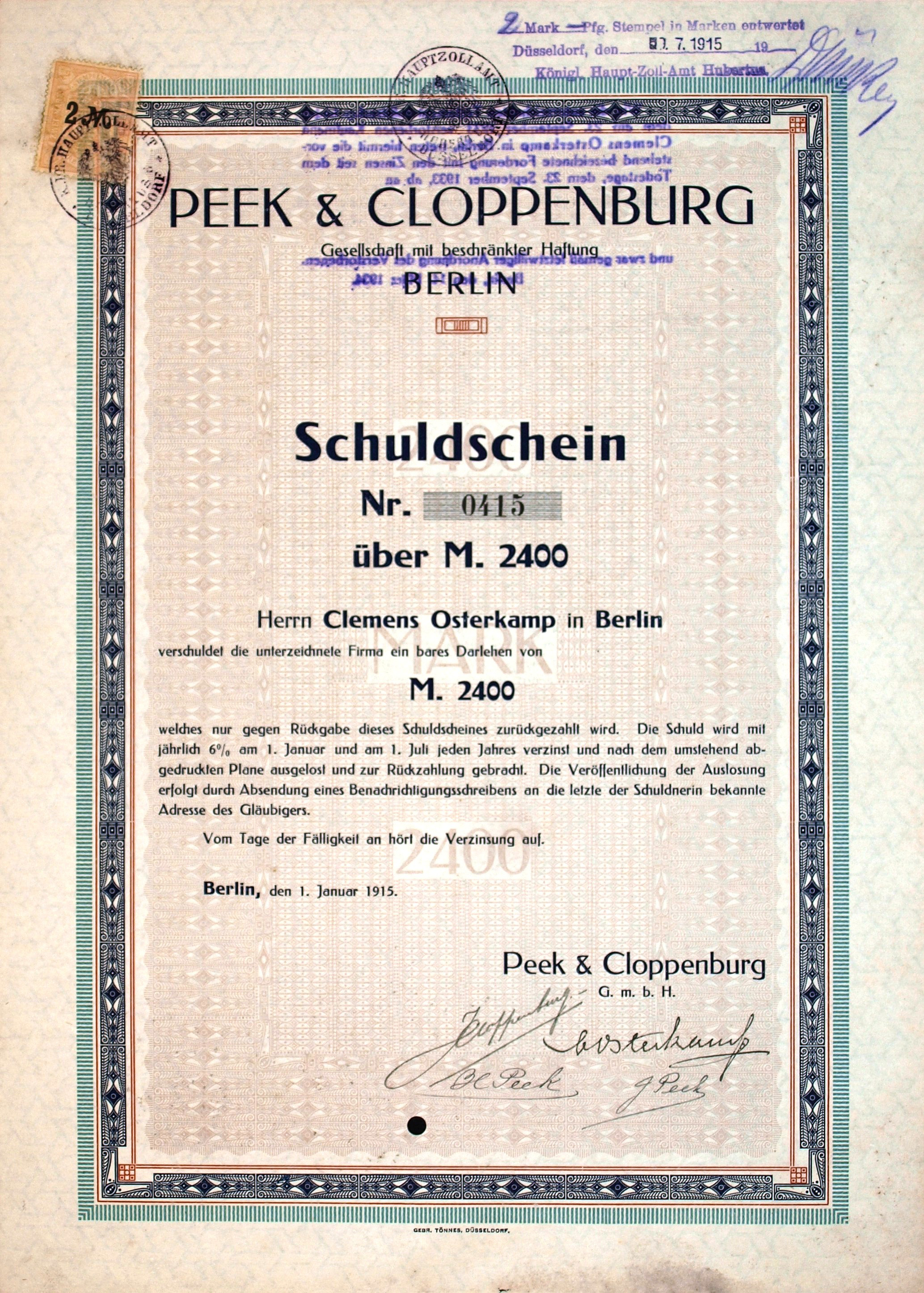
Schuldschein über 2400 Mark der Peek & Cloppenburg GmbH vom 1. Januar 1915

Das ursprüngliche Unternehmen wurde im Jahre 1869 von den im heutigen Landkreis Cloppenburg geborenen Kaufleuten Johann Theodor Peek (* 1845 in Grönheim) und Heinrich Anton Cloppenburg (* 11. April 1844 in Altenoythe) als niederländisches Textilgeschäft in Rotterdam gegründet. Bei der weiteren Entwicklung konnten die jungen Unternehmer auf Angehörige und Freunde zurückgreifen, die sie teils aus der oldenburgischen Heimat nachkommen ließen, teils in Holland antrafen. Kaum 20 Jahre nach der Gründung des Handelshauses in Rotterdam bestanden schon Filialen in Amsterdam, Den Haag, Breda, Leeuwarden, Groningen, Haarlem, Leiden und Utrecht.

### Gründung in Deutschland
Im März 1901 wurde das Unternehmen Peek & Cloppenburg in Düsseldorf gegründet. Im selben Jahr folgte die Eröffnung des ersten Verkaufshauses in Düsseldorf in der Schadowstraße 31–33.
Zum 100. Geburtstag des Unternehmens wurde auf diesem Grundstück ein Neubau des New Yorker Architekten Richard Meier mit einer Verkaufsfläche von etwa 14.200 Quadratmeter eröffnet. Wie alle Bauten von Richard Meier trägt auch dieses Haus eine weiße Fassade.
Kurze Zeit nach der Gründung, ebenfalls 1901, eröffnete James Cloppenburg, der Sohn von Heinrich Cloppenburg und Schwiegersohn von Johann Theodor Peek, in Berlin das zweite deutsche Verkaufshaus in der Gertraudenstraße Ecke Roßstraße 26–27.
Dies war zunächst unabhängig, die Familie Peek war nicht beteiligt. Später (spätestens 1911) brachte er das Berliner Haus in das väterliche Unternehmen ein und übernahm die Leitung des gesamten Unternehmens. Schon mit den ersten beiden Geschäften führte Peek & Cloppenburg als Novität das einheitliche Größensystem in der Herrenkonfektion ein.

### Abspaltung von P & C Hamburg
James Cloppenburgs Bruder Anton Cloppenburg eröffnete im Jahr 1911 ein Verkaufshaus in Hamburg. Auch dies wurde unabhängig gegründet. Jedoch kam es nie zur Vereinigung der Unternehmen, das Unternehmen Peek & Cloppenburg (Hamburg) blieb selbstständig.
Ab 1958 baute auch das Hamburger Unternehmen ein Filialnetz auf, zunächst nur in Norddeutschland. So entstanden zwei voneinander unabhängige Unternehmen mit ihren heutigen Zentralen in Hamburg bzw. Düsseldorf.

### Aufteilung des Verkaufsgebietes
Für die Filialstandorte in Deutschland gibt es Absprachen zwischen den beiden Unternehmen:
- P & C Nord ist in den nördlichen Bundesländern aktiv, also in Hamburg, Bremen, Niedersachsen, Schleswig-Holstein und Mecklenburg-Vorpommern, außerdem in Westfalen (Münster), in Ostwestfalen-Lippe (Bielefeld, Paderborn), in Nordhessen (Kassel) sowie im Süden von Sachsen (Dresden, Chemnitz).
- Die Peek & Cloppenburg B.V. & Co. KG, Düsseldorf[10] ist aktiv in Nordrhein-Westfalen (außer OWL), in Rheinland-Pfalz, dem Saarland, in Mittel- und Südhessen, Baden-Württemberg, Bayern, Thüringen, Berlin, Brandenburg, Sachsen-Anhalt und im Norden von Sachsen (Leipzig).[11]

Im Ausland tritt Peek & Cloppenburg Düsseldorf unter Peek & Cloppenburg, die Nordgruppe hingegen unter Van Graaf auf. Sie stehen sich nach diversen gerichtlichen Auseinandersetzungen kritisch gegenüber.
Im Jahre 2021 wurde in Kassel die Filiale von P & C Nord geschlossen. An selber Stelle eröffnete eine Filiale unter dem Namen der 2021 übernommenen dänischen Kaufhauskette Magasin du Nord.

### Weitere Geschichte von P & C Düsseldorf

#### Expansion

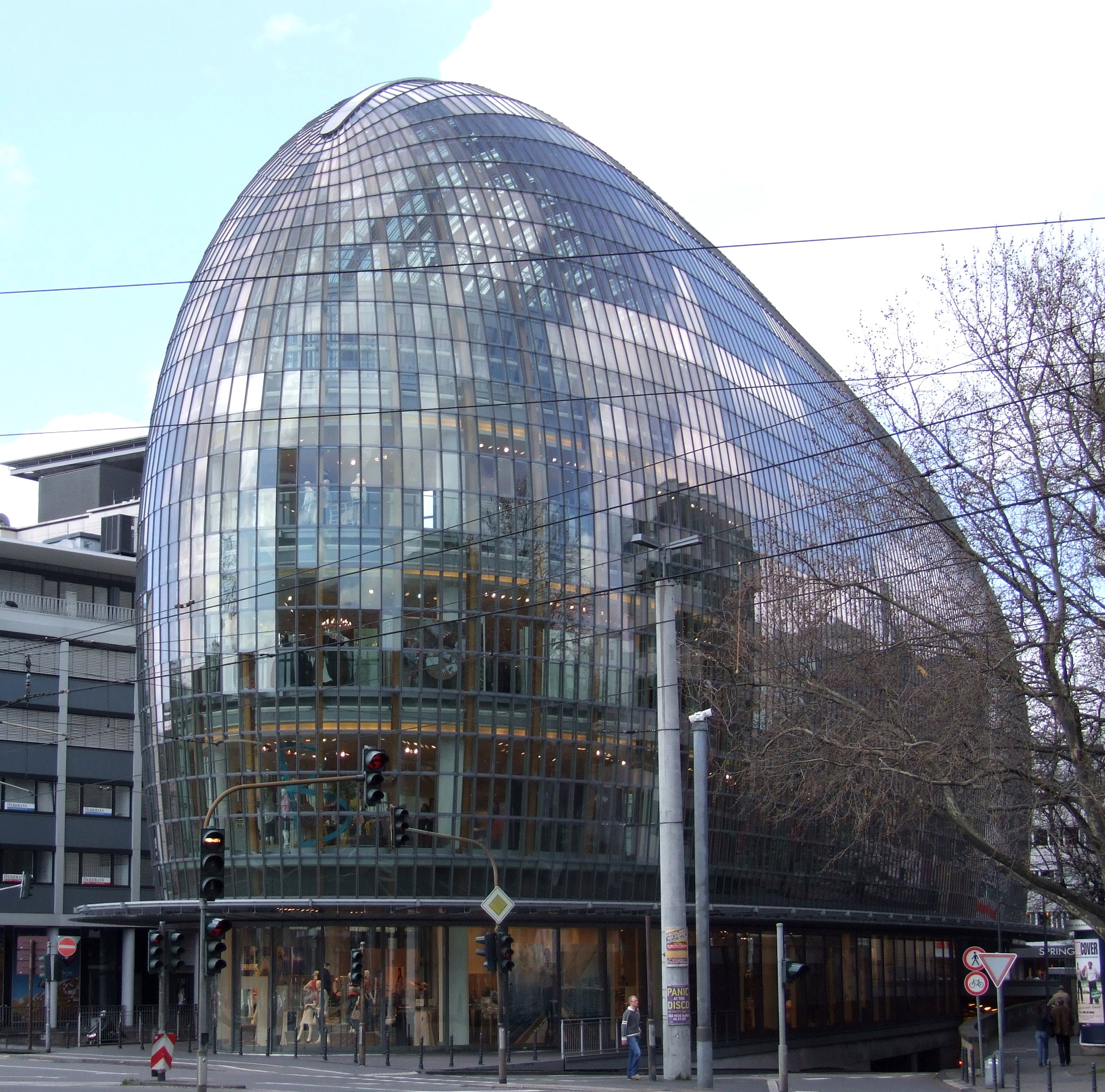
Weltstadthaus der Peek & Cloppenburg B.V. & Co. KG, Düsseldorf in Köln

Nach dem Tod des Unternehmensgründers James Cloppenburg übernahm im Jahr 1926 dessen Sohn James Cloppenburg jr. die Leitung des Unternehmens und erweiterte im Jahr 1936 das Sortiment um Damenoberbekleidung. Dadurch wurde P & C Düsseldorf das erste Bekleidungshaus für die ganze Familie. Im selben Jahr eröffnete die dritte deutsche Filiale in Frankfurt, nur ein Jahr später gar die vierte in Essen.
Im Laufe des Zweiten Weltkrieges wurden alle Filialen der Kette zerstört. Ab 1952 begann jedoch eine erneute Expansion, die den Neubau und die Modernisierung zahlreicher Häuser zur Folge hatte.
1986 starb James Cloppenburg jr., der das Unternehmen 60 Jahre lang geleitet hatte.
Sein Sohn Harro Uwe Cloppenburg übernahm die Leitung des Unternehmens, die er bis 2019 innehaben sollte. Unter ihm begann man ab 1988 mit dem Bau des Frankfurter Hauses viel Wert auf die Architektur der neuen Gebäude zu legen und hat den Anspruch an sich selbst, Weltstadtarchitektur zu bauen.
Im Jahre 1989 wurde die zur P & C Düsseldorf Gruppe gehörende Anson's Herrenhaus KG gegründet.
Unter Harro Uwe Cloppenburg erlebte P & C Düsseldorf eine vermehrte Einflussnahme auf die Geschäftspolitik von Peek & Cloppenburg in den Niederlanden und Belgien im Jahr 1994 und eine fortlaufenden Expansion mit dem Rekordjahr 1998, in dem man 16 Hauseröffnungen feiern konnte. Ende des Jahres 2000 gehörten 65 Häuser in Deutschland und acht Häuser im europäischen Ausland zu P & C Düsseldorf.
Anfang der 2000er-Jahre folgte dann die Expansion ins östlich gelegene europäische Ausland. Im Jahre 2001 feierte P & C seinen 100. Geburtstag und expandierte im selben Jahr weiter in Osteuropa sowie in die Schweiz. Die Expansion führte im Jahr 2008 zur Gründung der Peek & Cloppenburg KG, Wien, einer Zentrale für Österreich und andere mittel- und südosteuropäische Staaten.
Nachdem er bereits zum 1. Januar 2010 in die Unternehmensleitung von Peek & Cloppenburg Düsseldorf eingetreten war, übernahm Patrick Cloppenburg nach dem Rückzug seines Vaters aus dem aktiven Geschäft im Jahr 2019 viele seiner Aufgaben, explizit aber nicht den Titel des Vorsitzenden der Geschäftsleitung.
Im Mai 2021 übernahm Peek & Cloppenburg die dänische Kaufhauskette Magasin du Nord, welche sieben Kaufhäuser besitzt. Im Jahre 2022 eröffnete das Unternehmen in Kassel das erste Verkaufshaus unter dem Namen Magasin du Nord in Deutschland.

#### E-Commerce
Im Jahre 2013 startete der Online-Shop in Deutschland und Österreich unter der Tochterfirma Fashion ID GmbH & Co. KG. 2016 expandierte der Online-Shop nach Polen und 2019 in den Niederlanden. 2022 wurde der Online-Shop abgeschaltet, da P & C seine New Retail Experience unter einheitlicher Namensgebung und entsprechender Domain weiter ausbauen will.
Somit wollen die Düsseldorfer die Onlineshops von Peek & Cloppenburg und der Menswear-Tochter Anson’s noch stärker mit dem stationären Handel verbinden als zuvor.

### Insolvenz
Am 3. März 2023 beantragte die Peek & Cloppenburg KG beim Amtsgericht Düsseldorf ein Schutzschirmverfahren (Sonderfall eines Insolvenzverfahrens in Eigenverwaltung). Als Sachwalter wurde Horst Piepenburg bestellt.
Das in separaten Gesellschaften organisierte internationale Geschäft und Tochtergesellschaften wie Anson’s waren nicht betroffen. Anfang Juni ging die Peek & Cloppenburg KG in die Insolvenz in Eigenverwaltung. Die Führung des Unternehmens wechselte, 300 Arbeitsplätze wurden abgebaut und eine neue Gesellschafterstruktur installiert. Zum 1. Oktober 2023 wurde das Verfahren abgeschlossen.

## Verbreitung

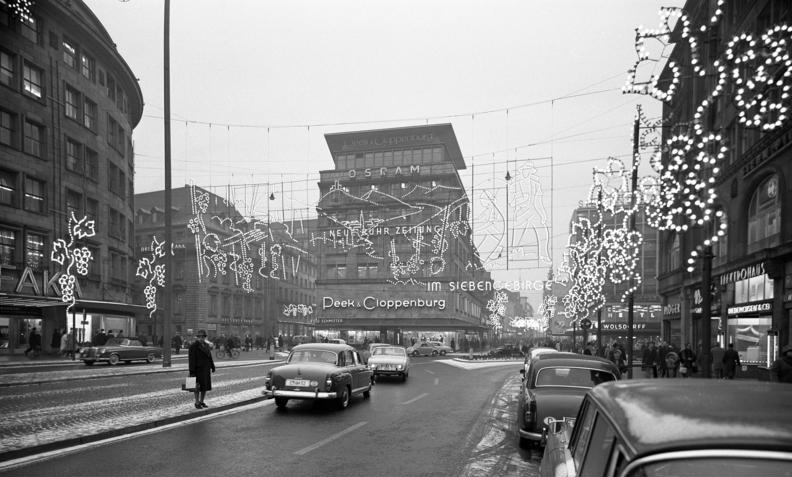
Weltstadthaus von Peek & Cloppenburg Düsseldorf in Essen (1961)

Unter dem Dach der JC Switzerland Holding AG agiert die Peek & Cloppenburg Gruppe als internationale Marke mit Verkaufshäusern in 16 Ländern Europas. Diese werden von unabhängigen Gesellschaften über die Peek & Cloppenburg Holding B. V. im niederländischen Roermond geführt. Das gleichnamige Unternehmen Peek & Cloppenburg (Hamburg) agiert hingegen unabhängig davon.

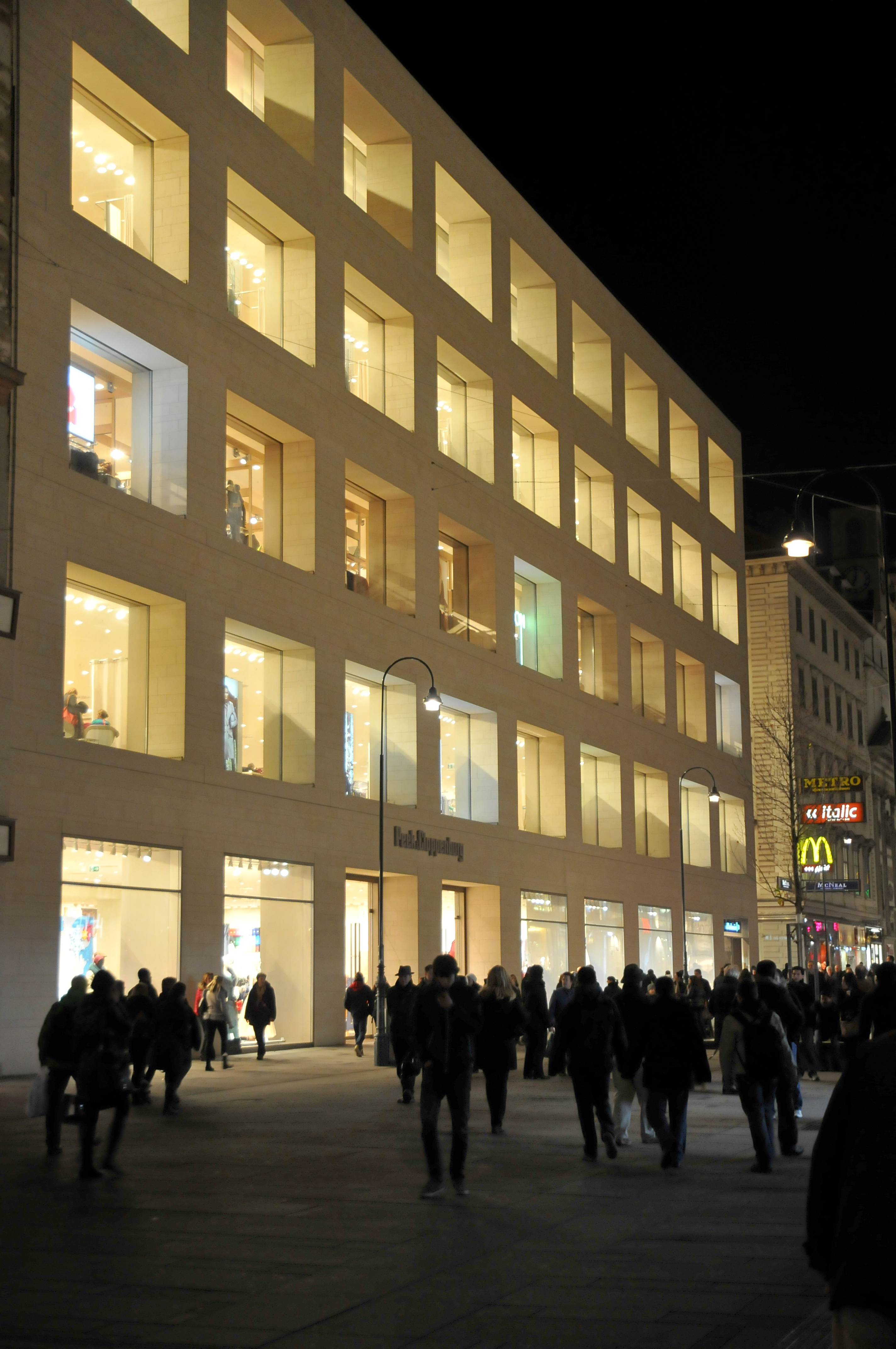
An der Kärntner Straße 29 in Wien

- Peek & Cloppenburg B.V. & Co. KG: Das Unternehmen betreibt 69 Standorte in Deutschland, fünf in den Niederlanden und je ein Verkaufshaus in Belgien und der Schweiz.[27]
- Peek & Cloppenburg Wien: Die Peek & Cloppenburg KG mit Sitz in Wien wurde 2008 gegründet und 2024 in Peek & Cloppenburg B.V. & Co. KG umfirmiert. Sie betreibt über 60 Verkaufsstandorte in Österreich, Polen, Kroatien, Slowakei, Slowenien, Tschechien, Ungarn, Rumänien, Bulgarien, Lettland, Litauen und Serbien.
- Anson’s: Zu Peek & Cloppenburg Düsseldorf gehört auch Anson’s Herrenhaus mit Sitz in Düsseldorf, die ausschließlich Herrenmode führt. Seit Januar 2010 intensiviert das Unternehmen die Nutzung von Zentralfunktionen der Peek & Cloppenburg Düsseldorf. Der unabhängige Markenauftritt von Anson’s soll erhalten bleiben.[28] Seit 2022 wird auch ein Verkaufshaus unter dem Namen Magasin Du Nord betrieben, das zusätzlich Damenmode verkauft.

## Unerlaubte Preisbindungspraktiken
Im Jahr 2017 hat das Bundeskartellamt wegen vertikaler Preisbindungspraktiken im Zeitraum von 2008 bis 2013 gegen Peek & Cloppenburg (Düsseldorf) und den Bekleidungshersteller Wellensteyn ein Bußgeld in Höhe von 10,9 Mio. Euro verhängt.
Die Ermittlungen, welche bereits 2013 begannen, wurden 2015 öffentlich bekannt, als das Bundeskartellamt Büroräume der Geschäftsleitung von Peek & Cloppenburg in Düsseldorf durchsuchen ließ.